# Die sieben Wunder der Welt
Die sieben Wunder der Welt ist das fünfte Album der deutschen Rockgruppe Karat aus dem Jahr 1984.

## Inhalt
Auffallend ist der bisweilen elektrisch wirkende Klang durch die starke Betonung des Synthesizers, der mit originellen neuen Sounds aufwartet und dem Album eine abwechslungsreiche und farbige Note verleiht (z. B. bei Tanz mit mir, Panoptikum und Flipper). Auch die Schlagzeugspuren wurden diesmal über ein elektrisches Drumset eingespielt.
Der Titelsong fusioniert gitarrenlastige Rockmusik mit orientalisch anmutenden Klangfarben, was assoziative Gedanken zum Inhalt des Textes hervorruft, in dem unter anderem Bezug zu den großen Bauleistungen des antiken Orients genommen wird. Bei Unterwegs nach Haus wird Herbert Dreilich, der hier in seiner tiefsten Stimmlage singt, nur durch ein Klavier begleitet; die kraftvollen und dramatischen Instrumentalchorusse setzten dieser ruhigen, melancholischen Stimmung einen dynamischen Gegenpol entgegen. Vor allem das Stück Mich zwingt keiner auf die Knie sollte in der Geschichte von Karat eine ganz besondere Position einnehmen. Seit Herbert Dreilichs Schlaganfall 1997 war es nicht nur dessen Lebensmotto, es wurde auch nach seinem Tod und nach dem Rechtsstreit um den Bandnamen in Bezug auf diese Schicksalsschläge bei jedem Karat-Konzert interpretiert. Im Jahr 2005 wurde es von Peter Maffay gecovert. Der erfolgreichste Song des Albums ist Kalter Rauch, ein antiromantisches Lied, das durch seine „eisige“, kühle Atmosphäre auffällt und das Ende einer Beziehung thematisiert.
Das Album erschien in einem von Klaus Ensikat gestalteten Hochglanzcover, was zumindest für eine Amiga-Veröffentlichung eine absolute Ausnahmeerscheinung war. Es war zudem der erste Tonträger von Karat, der zum Zeitpunkt seiner Veröffentlichung bei Teldec auch als CD erschien.
Gäste, die auf dem Album zu hören sind, waren Thomas Natschinski am Keyboard bei Kalter Rauch und Flipper, Frank Lüdecke am Saxophon bei … und der Mond schien rot und die Streichergruppe Otto Karl Beck bei beiden Teilen von Unterwegs nach Haus.
Als Singles wurden die Titel Kalter Rauch mit Flipper (Flipper hierbei in einer alternativen Version) in der DDR und Kalter Rauch mit Unterwegs nach Haus in der BRD ausgekoppelt.
Die sieben Wunder der Welt verkaufte sich insgesamt etwas über 410.000 mal.

## Besetzung
- Herbert Dreilich (Gitarre, Gesang)
- Ulrich „Ed“ Swillms (Keyboards)
- Bernd Römer (Gitarre)
- Michael Schwandt (Schlagzeug)
- Henning Protzmann (Bassgitarre, Gesang)

## Titelliste
1. Tanz mit mir (Swillms/Dreilich, Kaiser) (4:53)
2. … und der Mond schien rot (Swillms/Kaiser) (5:02)
3. Panoptikum (Swillms/Kaiser) (4:18)
4. Kalter Rauch (Dreilich/Kaiser) (4:14)
5. Unterwegs nach Haus (Swillms/Kaiser) (4:09)
6. Don Alfredo (Swillms/Kaiser) (5:00)
7. Die sieben Wunder der Welt (Swillms/Kaiser) (6:10)
8. Mich zwingt keiner auf die Knie (Swillms/Dreilich, Kaiser) (3:21)
9. Flipper (Karat/Kaiser) (3:34)
10. Unterwegs nach Haus II (Swillms) (3:37)